# 2-甲基-2,4-戊二醇
2-甲基-2,4-戊二醇（英語：2-Methyl-2,4-pentanediol，缩写MPD）是化学式为(CH3)2C(OH)CH2CH(OH)CH3的二醇类有机物，带有一个手性碳原子，常温下为无色液体，可由二丙酮醇氢化而来。